# 16112 Vitaris
16112 Vitaris là một tiểu hành tinh vành đai chính với chu kỳ quỹ đạo là 1334.2353258 ngày (3.65 năm).
Nó được phát hiện ngày 5 tháng 12 năm 1999.